# کرابوروویتسه
کرابوروویتسه (به چکی: Kraborovice) یک منطقهٔ مسکونی در جمهوری چک است که در ناحیه هاولیتشکوف برود واقع شده‌است. کرابوروویتسه ۵٫۲۶ کیلومتر مربع مساحت و ۹۳ نفر جمعیت دارد و ۳۹۰ متر بالاتر از سطح دریا واقع شده‌است.